# لانتانا كوبية
لانتانا كوبية (الاسم العلمي: Lantana cubensis) هي نوع نباتي يتبع جنس اللانتانا من فصيلة اللويزية.